# Hallikerekaval, Kadur
Hallikerekaval là một làng thuộc tehsil Kadur, huyện Chikmagalur, bang Karnataka, Ấn Độ.